# Patrulla militar als Jocs Olímpics d'hivern de 1936
Als Jocs Olímpics d'Hivern de 1936 celebrats a la ciutat de Garmisch-Partenkirchen (Alemanya) es disputà una prova de patrulla militar en categoria masculina per equips com a esport de demostració.
La prova es disputà el dia 14 de febrer de 1936 a les instal·lacions de Garmisch-Partenkirchen.

## Controvèrsia
El Comitè Organitzador dels Jocs Olímpics volgué incloure aquest esport, precursor del biatló, com a esport en el programa oficial dels Jocs, però el Comitè Olímpic Internacional (COI) ho refusà. Per les pressions d'Adolf Hitler finalment s'acceptà incloure aquest esport com a esport de demostració.

## Comitès participants
Hi participaren un total de 36 esquiadors de 9 comitès nacionals diferents.
| - Àustria (4) - Alemanya (4) - Finlàndia (4) - França (4) - Itàlia (4) |  | - Polònia (4) - Suècia (4) - Suïssa (4) - Txecoslovàquia (4) |

## Resum de medalles
| Prova            | Or                                                                           | Argent                                                             | Bronze                                                                |
| Patrulla militar | ItàliaEnrico Silvestri · Luigi Perenni · Stefano Sertorelli · Sisto Scilligo | FinlàndiaEino Kuvaja · Olli Remes · Kalle Arantola · Olli Huttunen | SuèciaGunnar Wåhlberg · Seth Olofsson · Johan Wiksten · John Westberg |

## Medaller
| Posició | País      | Or | Argent | Bronze | Total |
| 1       | Itàlia    | 1  | 0      | 0      | 1     |
| 2       | Finlàndia | 0  | 1      | 0      | 1     |
| 3       | Suècia    | 0  | 0      | 1      | 1     |
|         |           |    |        |        |       |
| Total   | Total     | 1  | 1      | 1      | 3     |

## Resultats
| Lloc | Equip                                                                            | Temps     |
| ---- | -------------------------------------------------------------------------------- | --------- |
| 1    | Itàlia · Enrico Silvestri, Luigi Perenni, Stefano Sertorelli, Sisto Scilligo     | 2:28:35.0 |
| 2    | Finlàndia · Eino Kuvaja, Olli Remes, Kalle Arantola, Olli Huttunen               | 2:28:49.0 |
| 3    | Suècia · Gunnar Wåhlberg, Seth Olofsson, Johan Wiksten, John Westberg            | 2:35:24.0 |
| 4    | Àustria · Albert Bach, Edwin Hartmann, Franz Hiermann, Eugen Tschurtschentaler   | 2:36:19.0 |
| 5    | Alemanya · Herbert Leupold, Johann Hieble, Hermann Lochbühler, Michael Kirchmann | 2:36:24.0 |
| 6    | França · Jacques Faure, Marcel Cohendoz, Eugène Sibué, Jean Morand               | 2:40:55.0 |
| 7    | Suïssa · Arnold Käch, Josef Jauch, Eduard Waser, Josef Lindauer                  | 2:43:39.0 |
| 8    | Txecoslovàquia · Karel Šteiner, Josef Mateásko, Bohuslav Musil, Bohumil Kosour   | 2:50:08.8 |
| 9    | Polònia · Władysław Żytkowicz, Jan Pydych, Józef Zubek, Adam Rzepka              | 2:52:27.0 |